# Rhinosimus bilunatus
Rhinosimus bilunatus is een keversoort uit de familie platsnuitkevers (Salpingidae). De wetenschappelijke naam van de soort werd in 1876 gepubliceerd door Francis Polkinghorne Pascoe.